# 共产党 (但泽自由市)
但泽（今格但斯克）的共产党（德語：Kommunistische Partei）的前身是德国共产党东普鲁士分支的一个次分支。1921年，单独的德国共产党但泽自由市分支成立。1930年代初，该组织有党员800名左右。1934年5月28日，该组织被纳粹德国政府取缔。
该组织出版《自由人》（日报）和《但泽工人报》。